# Филиппова, Хельга Станиславовна
Хе́льга Станисла́вовна Фили́ппова (род. 15 июля 1968, Петрозаводск, Карельская АССР, РСФСР, СССР) — российская актриса театра и кино, режиссёр.

## Биография
Хельга Филиппова родилась 15 июля 1968 года в городе Петрозаводске Карельской АССР. Мать — Филиппова Мария Петровна. Отец — Филиппов Станислав Никандрович.
В 1985 году окончила петрозаводскую среднюю общеобразовательную школу № 11 со спортивным уклоном. Является кандидатом в мастера спорта по спортивному туризму.
В 1989 году окончила факультет мировой культуры Ленинградского государственного института культуры имени Н. К. Крупской.
С 1991 по 1992 годы училась на актёрско-режиссёрском курсе под руководством Л. Б. Эренбурга в театральной студии при Государственном национальном театре Республики Карелия в городе Петрозаводске. Работала за рубежом.
В 1999 году окончила факультет актёрского искусства и режиссуры Санкт-Петербургской государственной академии театрального искусства (СПбГАТИ) (мастерская Льва Борисовича Эренбурга), после окончания которого была принята в труппу Театра-студии «Небольшой драматический театр Льва Эренбурга» в Санкт-Петербурге, созданного на основе этого выпускного курса. Служит в театре по настоящее время и является его ведущей актрисой.
Владеет финским языком, играет на музыкальных инструментах, обладает хорошими вокальными данными.
Снимается в художественных фильмах и телесериалах.
Живёт и работает в Санкт-Петербурге. Есть сын Никита.

## Творчество

### Роли в театре

#### «Небольшой драматический театр»
В театре Хельга Филиппова работает со дня его основания, с 1999 года, и занята в следующих спектаклях:
- 1999 — «В Мадрид, в Мадрид!..» по пьесе «Цианистый калий… с молоком или без?» испанского драматурга Х. Х. А. Мильяна (постановка — Лев Эренбург; премьера — 17 апреля 1999 года) — Лаура, старая дева
- 2001 — «Оркестр» по одноимённой пьесе Жана Ануя (постановка — Лев Эренбург; премьера — 30 марта 2001 года) — Мадам Ортанс, директриса оркестра
- 2004 — «На дне» по мотивам одноимённой пьесы Максима Горького (постановка — Лев Эренбург; премьера — 19 ноября 2004 года) — Анна, жена Андрея Митрича
- 2007 — «Ивановъ» по мотивам одноимённой пьесы А. П. Чехова (постановка — Лев Эренбург; премьера — 2 мая 2007 года) — Мать Сарры
- 2013 — «Ю» по мотивам одноимённой пьесы Ольги Мухиной (постановка — Лев Эренбург; премьера — 4 декабря 2013 года) — Женщина
- 2014 — «Волшебник страны Оз» по мотивам сказки «Удивительный волшебник из страны Оз» Лаймена Фрэнка Баума (постановка — Евгений Карпов и Кирилл Сёмин; премьера — 11 октября 2014 года) — Летучая обезьяна

### Фильмография
- 2000—2001 — «Агентство „НЛС“» — жена Анатолия Трошнева
- 2001—2002 — «Чёрный ворон» — Раиса Алиевна Ганеева, следователь прокуратуры города Одинцово
- 2003 — «Мангуст» (серия № 12 «Школьный детектив») — Светлана Зиновьевна, мать Севы
- 2003 — «Улицы разбитых фонарей. Менты-4» (фильм № 16 «Сальдо-бульдо») — Мария Смирнова, вдова директора фирмы «Стройтрест» Павла Смирнова
- 2004 — «Господа офицеры» — Тамара, жена Сергея Федотова
- 2004 — «Тайны следствия 4» (фильм № 3 «Работа над ошибками») — Ирина Витальевна
- 2005 — «Улицы разбитых фонарей. Менты-7» (серия № 11 «Подстава») — Екатерина Петровна Васильева
- 2005 — «Гарпастум» — женщина из барака
- 2005 — «Морские дьяволы 1» (серия № 7 «Проверка на вшивость») — Людмила, жена «Бати»
- 2006 — «Поцелуй бабочки» — Анна, сестра Николая
- 2006 — «Секретная служба Его Величества» — Маргарита Андреевна Чацкая
- 2006 — «Синдикат» — продюсер кинокомпании
- 2007 — «Любовь одна» — Ирма
- 2007 — «Гончие» (фильм № 2 «Женская доля») — Людмила Нагайцева («Нагайка»)
- 2007 — «Туда, где живёт счастье» — Магда
- 2007 — «Семь кабинок» — Валерия Павловна, хозяйка клуба
- 2007 — «Качели» — хозяйка салона красоты «Анфея»
- 2008 — «Трудно быть мачо» — Маргарита Сергеевна Яблонская, дознаватель
- 2008 — «Суд» (фильм № 14 «Ускользающая красота») — Ольга Аксёнова, руководитель модельного агентства
- 2008 — «Августейший посол» — Сара Черчилль, герцогиня Мальборо
- 2008 — «Золото Трои» — тётушка Мадлен
- 2008 — «Придел ангела» — Рита
- 2008 — «Гаишники» (фильм № 6 «Три желания») — Александра
- 2009 — «Черчилль» (фильм № 10 «Оптический обман») — Вера Андреевна Каменева, супруга Олега Николаевича
- 2009 — «Юленька» — Юлия Ивановна Ялинская, врач-хирург, мать Сони
- 2010 — «Последняя встреча» — Би Джи, англичанка
- 2010 — «Подсадной» — мать Николая
- 2010 — «Брачный контракт» (серия № 15 «Танцы под итальянцев») — Римма
- 2010 — «Семейная история» — Людмила Ганелина, подруга Виктории Бобровой
- 2010 — «Страховщики» (серия № 1 «Форс-мажор») — Татьяна Жильцова
- 2010 — «Тульский-Токарев» — Нинель Васильевна Удалова
- 2010 — «Государственная защита» — Гульнара Руслановна Ашерова, следователь, сотрудник Следственного комитета при прокуратуре
- 2011 — «Формат А4» (фильм № 6 «Возьмите в руки автомат») — гадалка
- 2011 — «Сплит» — Нина Францевна, преподаватель
- 2011—2013 — «Маяковский. Два дня» — Ида Хвасс
- 2011 — «Государственная защита 2» — Гульнара Руслановна Ашерова, следователь, сотрудник Следственного комитета при прокуратуре
- 2011 — «Я ехала домой» — Мария Фёдоровна, императрица Российской империи
- 2012 — «Наружное наблюдение» — Людмила, гостья на дне рождения Игоря Ладонина
- 2012 — «Бездна» — Марина Виноградова
- 2012 — «Подземный переход» — владелица стриптиз-клуба
- 2012 — «Я отменяю смерть» (серия № 14 «Тело S 06.81») — Екатерина Волотова
- 2012 — «Исключение из правил» — парикмахер
- 2013 — «Дримс» — сомнолог
- 2013 — «Государственная защита 3» — Гульнара Руслановна Ашерова, следователь, сотрудник Следственного комитета при прокуратуре
- 2013 — «Стыд» — Валентина, председатель женсовета
- 2013 — «Царевна Лягушкина» — Тамара Павловна Самоедова, директор санатория
- 2013 — «Шаман 2» (фильм № 5 «Элитный отдых») — Динара Ахметовна
- 2014 — «Ищу попутчика» — администратор в ресторане
- 2014 — «Хроника гнусных времён» — Нина Павловна, тётя Анастасии
- 2015 — «Морские дьяволы. Смерч 3» (фильм № 11 «Учебка для киллера») — Дарья
- 2015 — «Батальонъ» — мать Антонины
- 2015 — «Непридуманная жизнь» — Василиса Спиридоновна, начальник ИТК
- 2015 — «Восхождение на Олимп» — секретарь учебной части
- 2015 — «Декорации убийства» — Ирма, хозяйка эскорт-агентства
- 2015 — «Письма на стекле. Судьба» — Глафира
- 2015 — «Семейный альбом» — Зоя Копаева, многодетная мать
- 2016 — «Викинг» — Карин, жена князя полоцкого Рогволода
- 2016 — «Консультант» — Инна Борисовна Кумардина, помощница Дмитрука
- 2016 — «Мажор 2» — Валентина Владимировна Сизова, художник
- 2017 — «Троцкий» — Лидия Фотиева, личный секретарь В. И. Ленина
- 2017 — «Ничей» —
- 2017 — «Мост» — Марина, редактор на телевидении, коллега Андрея Савельева
- 2018 — «Триггер» — Елена Петровна Сайко, мать Николая и Леонида
- 2018 — «Знахарь» — Ирина Юрьевна Варламова, врач-невролог в отделении нейрохирургии Национального медицинского исследовательского центра имени А. Н. Бакулева в Санкт-Петербурге, подруга и бывшая однокурсница Николая Алексеевича Семёнова
- 2019 — «Подсудимый» — Полина
- 2019 — «Неоконченный бой» — Люба
- 2020 — «Русский рейд» — госслужащая
- 2020 — «Шерлок в России» — Ида Рихтер, хозяйка борделя
- 2021 — «Подражатель» — Марина Викторовна Бравадина
- 2021 — «Алиби» — врач-лаборант
- 2022 — «Чайки» — Татьяна Варченко
- 2022 — «Закрыть гештальт» — Коклюш
- 2023 — «Аутсайдер» — Беглова
- 2023 — «Убить Риту» — Ромашова
- 2024 — «Противостояние» — Елена Тимофеевна Кротова

## Награды
- 2005 — диплом «Лучшая женская роль» на фестивале региональных театров «Рождественский парад» — за роль Анны в спектакле «На дне» режиссёра Льва Эренбурга на сцене театра-студии «Небольшой драматический театр Льва Эренбурга».